# Arnat Partiiat
Arnat Partiiat (sv. "Kvinnopartiet") var ett feministiskt parti i Grönland. Partiet grundades 1999, och fick vid landstingsvalet den 3 december 2002 2,4% av väljarnas röster, vilket innebar att det inte fick någon av de 31 platserna i Landstinget. Partiet upplöstes 2008. 